# Wheego Technologies

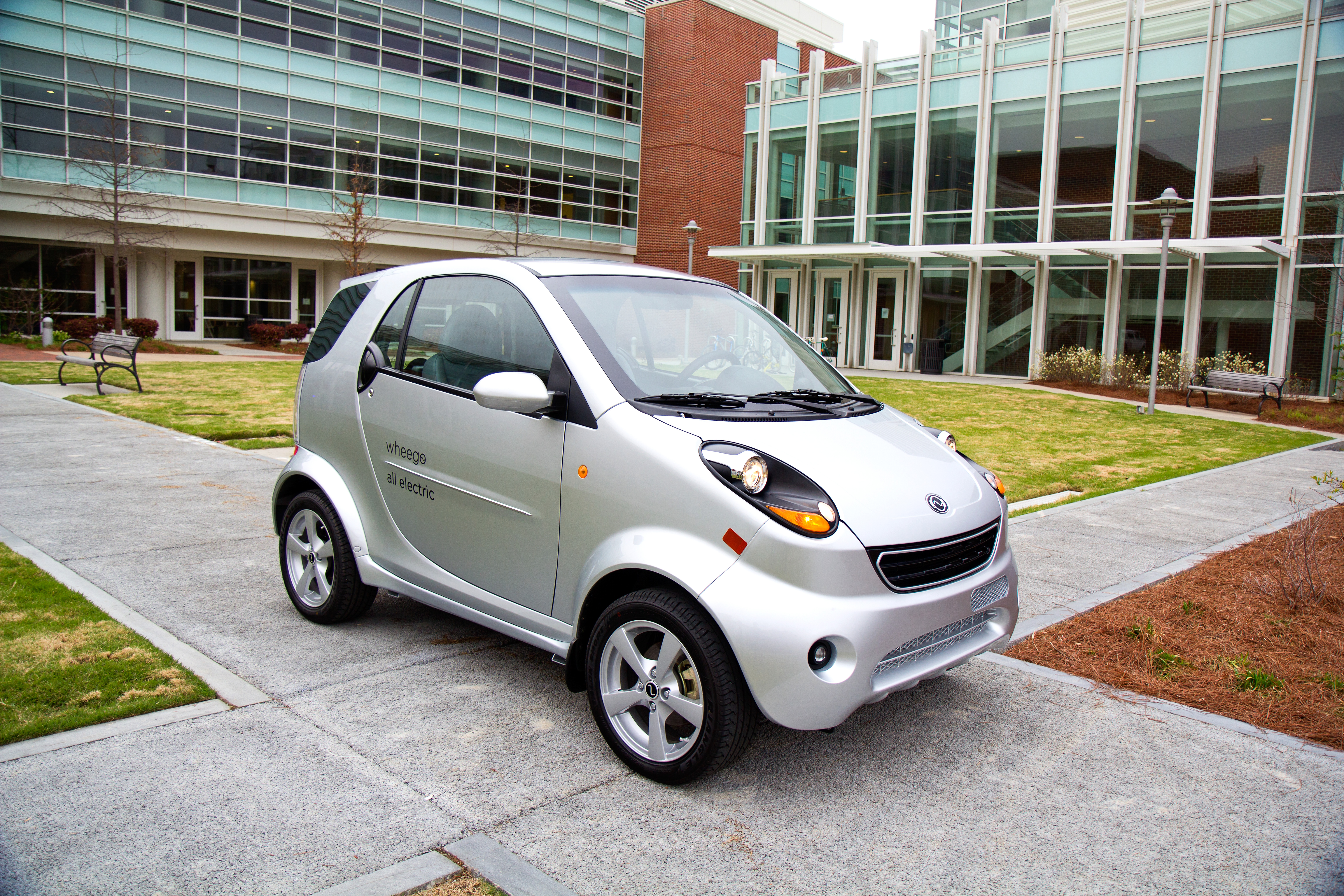
Wheego LiFe

Wheego Technologies – amerykański producent elektrycznych mikrosamochodów i dostawca technologii do samochodów autonomicznych z siedzibą w Atlancie działający w latach 2008–2015.

## Historia

### Wheego Electric Cars
Przedsiębiorstwo Wheego Eletric Cars założone zostało w 2008 roku w amerykańskiej Atlancie w stanie Georgia, za cel obierając wówczas rozwój miejskich, w pełni elektrycznych samochodów niskich prędkości. Zamiast rozwijać jednak autorską konstrukcję, amerykańskie przedsiębiorstwo zdecydowało się nawiązać współpracę z chińską firmą Shuanghuan Auto, zapożyczając od niej spalinowy mikrosamochód Shuanghuan Noble i dokonując jego konwersji na napęd w pełni elektryczny. W efekcie powstał model Wheego Whip, importowany do Stanów Zjednoczonych z zakładów partnera w Chinach. W kwietniu 2011 roku przedstawiono gruntownie zmodernizowaną pod kątem technicznym nową wersję elektrycznego mikrosamochodu, który zyskał nową nazwę - Wheego LiFe. Był to jeden z pierwszych samochodów elektrycznych przeznaczonych do legalnego poruszania się po autostradach po Tesli Roadster i Nissanie Leaf.

### Wheego Technologies
Po zakończeniu projektu elektrycznych mikrosamochodów, w drugiej połowie drugiej dekady XXI wieku Wheego zmieniło swój profil działalności na firmę technologiczną. W tym celu dokonano zmiany nazwy na Wheego Technologies, rozwijając np. systemy operacyjne do samochodów autonomicznych. Do testów nadal wykorzystywano dawne modele z linii Whip i LiFe. W 2015 firma ogłosiła bankructwo.

## Modele samochodów

### Historyczne
- Whip (2009–2010)
- LiFe (2011–2013)